# Meditazione taoista

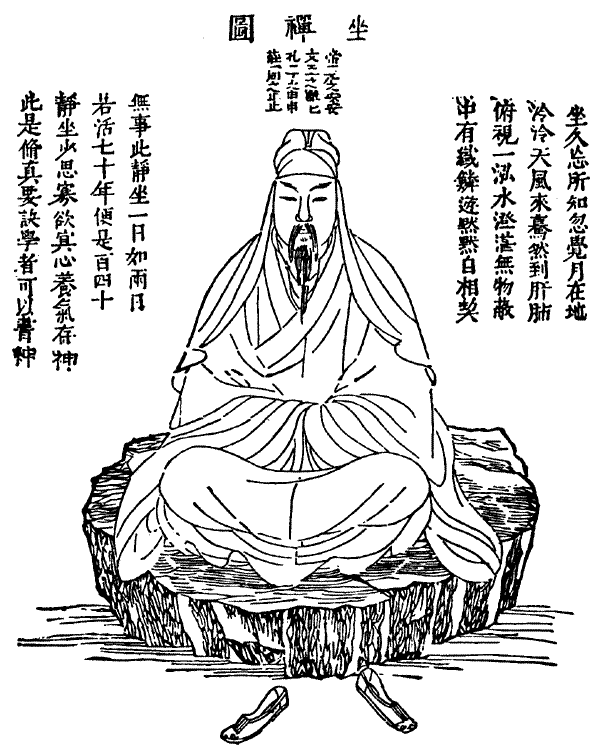
Meditazione taoista dal testo classico Il segreto del fiore d'oro

La meditazione taoista è una pratica spirituale che affonda le sue radici nell'antica filosofia e religione del taoismo, un sistema di pensiero che promuove l'armonia con il flusso naturale dell'universo, noto come Tao, e l'equilibrio tra le forze opposte ma complementari del yin e yang. Questa disciplina meditativa si articola in diverse modalità, ciascuna delle quali ha scopi e tecniche distinti, come la purificazione, la ricerca di una guida spirituale e il raggiungimento del rilassamento.
Nel contesto della meditazione taoista, l'obiettivo è riconnettersi al flusso naturale dell'universo e vivere in sintonia con esso. Sebbene la meditazione appaia come una pratica semplice, la sua attuazione richiede un impegno costante e una pratica che implica il "dimenticare" le strategie di controllo e difesa sviluppate dalla mente nel corso della vita. Questo processo di ritorno al silenzio interiore consente di esplorare e comprendere la propria energia vitale (Qi), con effetti positivi sulla salute, la consapevolezza spirituale e il benessere emotivo.).

## Obiettivi
La meditazione taoista si distingue per la sua applicazione in vari ambiti, ciascuno con obiettivi specifici che riflettono le diverse dimensioni della pratica. Tra gli scopi principali della meditazione taoista si trovano:
- Salute: Numerose pratiche di meditazione taoista sono finalizzate al miglioramento della salute fisica e mentale. Esse comprendono esercizi di concentrazione e visualizzazione progettati per purificare e riequilibrare i canali energetici del corpo, facilitando il flusso del Qi (energia vitale). Questi esercizi mirano a promuovere il benessere generale, la longevità e la salute psicofisica, attraverso il rafforzamento dell'equilibrio interno.[3]
- Guida spirituale: Un altro aspetto fondamentale della meditazione taoista è la ricerca di una guida spirituale. La pratica meditativa viene utilizzata per entrare in contatto con spiriti guida, i quali offrono orientamenti su questioni quotidiane, dilemmi filosofici o sulla preparazione ad affrontare la morte. In tale contesto, la meditazione diventa uno strumento per trascendere il mondo materiale e per stabilire connessioni con dimensioni spirituali superiori.[3]
- Viaggio metafisico: La meditazione taoista è anche intesa come un viaggio metafisico, in cui l'individuo esplora altre dimensioni e realtà alternative. In questa pratica, è possibile entrare in contatto con entità spirituali o persino creare mondi paralleli, in cui si sviluppano relazioni o si vivono esperienze alternative, come ad esempio avere una famiglia o degli amici. Il "viaggio metafisico" si presenta come un'esperienza profonda che può sembrare dilatarsi nel tempo, con esperienze che sembrano durare molto più a lungo di quanto in realtà non accada nel mondo materiale.[3]

## Tecniche di meditazione
Le tecniche di meditazione taoista comprendono una varietà di approcci che vanno oltre le tradizionali pratiche di meditazione seduta, includendo anche forme di meditazione in movimento. Queste pratiche mirano a favorire l'armonia tra corpo e mente e a ottimizzare il flusso del Qi, l'energia vitale. Le principali forme di meditazione taoista sono:
- Meditazione seduta (Jing Zuo): Questa pratica è una delle più comuni e prevede che l'individuo assuma una posizione comoda, con la colonna vertebrale eretta, per stimolare la circolazione del Qi. L'obiettivo è il raggiungimento della tranquillità mentale, favorendo il rilascio di pensieri e tensioni, al fine di ottenere un equilibrio interiore.[2]
- Meditazione in movimento: Esempi di questa pratica includono forme come la camminata del Bagua, dove il movimento lento e consapevole, come camminare in cerchio, favorisce il flusso del Qi. In queste pratiche, il movimento fisico si unisce alla consapevolezza, promuovendo una connessione più profonda con il corpo e l'ambiente circostante, contribuendo al benessere energetico complessivo.[2]
- Meditazione distesa: A differenza di altre tradizioni che privilegiano la meditazione in posizione seduta o eretta, il taoismo riconosce l'importanza della meditazione distesa. Questa forma consente al corpo di rilassarsi completamente, facilitando il ripristino dell'equilibrio energetico e permettendo una profonda rigenerazione.[2]

## Principi fondamentali
Il principio cardine della meditazione taoista è il Wu Wei, che può essere tradotto come "non-azione" o "azione senza sforzo". Questo concetto implica il lasciar andare il controllo e permettere al flusso naturale dell'universo di guidare l'individuo. Il Wu Wei non è l'assenza di attività, ma piuttosto l'assenza di forzatura. Si tratta di una condizione di apertura e presenza, dove il meditante diventa recettivo al flusso di energia vitale che permea tutto l'universo.

## La meditazione come strumento di connessione con il Tao
Nel taoismo, l'idea centrale è che la vita umana è solo una piccola parte di un ciclo più grande e che le azioni che hanno senso sono quelle che sono in armonia con la natura e con il Tao. La meditazione taoista aiuta a "ritornare alla radice", come espresso nel Tao Te Ching di Laozi, dove si afferma: 
(Tao Te Ching, capitolo 16)
Attraverso la meditazione, si cerca di raggiungere questo stato di tranquillità, liberandosi dalle distrazioni e dalle difese psicologiche che impediscono di vivere pienamente nel momento presente.

## Tipologie di meditazione

### Wu Wei (无为)
Il concetto di Wu Wei, tradotto come "non-azione" o "azione senza sforzo", è centrale nella filosofia taoista. Si riferisce a uno stato di essere in armonia con il flusso naturale dell'universo, senza forzare eventi o azioni. In pratica meditativa, Wu Wei implica il lasciarsi andare, il non tentare di controllare la mente, ma piuttosto permetterle di fluire liberamente, senza interferenze o giudizi.

### Qing Shen (清神)
La meditazione Qing Shen si concentra sul purificare la mente (shen) da pensieri e distrazioni. "Qing" significa "pulito" o "chiaro", quindi l'obiettivo è raggiungere una mente lucida, calma e ricettiva. Questa pratica implica la quiete interiore, spesso accompagnata da respirazione profonda e visualizzazioni che liberano la mente da tensioni e ansie.

### Meditazione dei Cinque Sensi
In questa pratica, i Cinque Sensi vengono utilizzati per sviluppare consapevolezza del momento presente. Ogni senso (vista, udito, gusto, tatto e olfatto) è osservato separatamente e in relazione con la propria esperienza interiore. L'intento è di rafforzare la capacità di percepire l'essenza delle cose, al fine di immergersi completamente nel flusso dell'esistenza.

### Meditazione del Loto
La Meditazione del Loto si ispira alla posizione del loto, che favorisce l'equilibrio fisico e mentale. La pratica implica una seduta stabile e centrata, con l'intenzione di coltivare la serenità e la connessione con l'energia universale. Questo stile favorisce la calma interiore e l'apertura dei canali energetici del corpo.

### Meditazione dell'Albero
La Meditazione dell'Albero si basa sull'immagine dell'albero come simbolo di radicamento e connessione con la terra. L'intento è di coltivare una stabilità profonda e una forza interiore, come quella di un albero che affonda le radici nel terreno. Aiuta a sviluppare la resistenza e l'equilibrio energetico.

### Cinque Animali (Wu Qin Xi)
La meditazione dei Cinque Animali è un sistema di esercizi taoisti ispirato ai movimenti di cinque animali (tigre, cervo, orso, scimmia e uccello). Ogni animale rappresenta un aspetto diverso dell'energia interna e della vitalità. La pratica è finalizzata al miglioramento della salute fisica e mentale, stimolando i meridiani e le funzioni corporee.

### Cinque Animali Protettori
Simile alla meditazione dei Cinque Animali, ma con un focus sull'invocare le energie protettive degli animali. Questi animali rappresentano la protezione contro forze esterne e aiutano a mantenere un equilibrio energetico stabile.

### Qi Gong della Serenità
Il Qi Gong della Serenità si concentra sulla calma mentale e il rilascio dello stress. La pratica include movimenti lenti, respirazione consapevole e visualizzazione, al fine di raccogliere e dirigere il Qi (energia vitale) per raggiungere uno stato di tranquillità profonda.

### Qi Gong Blu
Il Qi Gong Blu è una pratica energetica che utilizza la meditazione e il movimento per bilanciare e rafforzare l'energia nel corpo. Il blu simboleggia l'elemento dell'acqua e il suo ruolo nel raffreddare e calmare la mente, favorendo la rigenerazione.

### Qi Gong della Luna
Nel Qi Gong della Luna, l'energia della luna è vista come un simbolo di introspezione e guarigione. La meditazione è orientata a raccogliere l'energia lunare per rafforzare la propria energia vitale, facilitare la meditazione e migliorare il benessere fisico e mentale.

### Qi Gong del Sole
Il Qi Gong del Sole si concentra sull'assorbire l'energia solare per rinvigorire il corpo e la mente. La luce solare è considerata un potente strumento di rinnovamento, stimolando la vitalità e l'attività energetica attraverso esercizi fisici e respiratori.

### Unione del Sole e della Luna al Tian Mu
Questa meditazione implica l'unione simbolica dell'energia solare e lunare al livello del Tian Mu (il "terzo occhio" nella tradizione taoista). È un esercizio avanzato che mira ad armonizzare le forze opposte (Yin e Yang) per raggiungere l'illuminazione e l'equilibrio interiore.

### Meditazione dell'Orsa Maggiore
La Meditazione dell'Orsa Maggiore è una pratica che utilizza la costellazione dell'Orsa Maggiore come punto di riferimento cosmico. Il movimento degli astri e delle stelle viene meditato per amplificare la consapevolezza universale e promuovere una connessione con le forze cosmiche.

### Qi Gong del Fuoco (o del Bianco e del Nero)
Il Qi Gong del Fuoco esplora l'energia del fuoco e la sua trasformazione. È associato alla purificazione, al riscaldamento del corpo e all'attivazione del metabolismo. Il Qi Gong del Bianco e del Nero si concentra sull'equilibrio tra polarità opposte, Yin e Yang, per sviluppare una sintesi di forze complementari.

### Qi Gong della Foglia di Giada
La Foglia di Giada rappresenta la purezza e la protezione in questo tipo di meditazione. I praticanti visualizzano una foglia di giada che simboleggia la trasformazione spirituale, la guarigione e la protezione dall'inquinamento energetico.

### Sonno del Buddha
Il Sonno del Buddha è una pratica di rilassamento profondo, in cui si cerca di raggiungere uno stato di consapevolezza simile al sonno, ma mantenendo la mente vigile e calma. È spesso utilizzata come metodo di recupero energetico e per sviluppare la pace interiore.

### Liquore d'Oro
La pratica del Liquore d'Oro implica la visualizzazione dell'energia che scorre come un liquido dorato attraverso il corpo. Questo liquido rappresenta l'energia vitale che purifica e rinvigorisce ogni cellula, portando guarigione e benessere.

### Fanciullo Purpureo
Il Fanciullo Purpureo è una meditazione che implica il ritorno a uno stato primordiale di innocenza e purezza, simbolizzato da un fanciullo di colore purpureo. La pratica aiuta a connettersi con il proprio sé autentico, lontano dalle contaminazioni del mondo esterno.

### Gong'an (公案)
Il Gong'an è una pratica meditativa zen, ma è talvolta integrata nel taoismo per l'esplorazione del pensiero e della comprensione profonda. È un paradosso o una domanda senza risposta che aiuta a superare il pensiero razionale e a favorire l'intuizione.

### Meditazione sulla Morte
La Meditazione sulla Morte è una riflessione taoista che implica il riconoscere e accettare la morte come parte del ciclo naturale della vita. Aiuta a liberarsi dalla paura della morte e a vivere in modo più pieno e consapevole.

### Nei Dan (内丹)
Il Nei Dan è una pratica taoista di alchimia interna che cerca di trasformare l'energia vitale del corpo in una forma di energia spirituale. Questo processo include la meditazione, la respirazione e il movimento, con l'obiettivo di raggiungere l'immortalità spirituale attraverso la purificazione e l'armonizzazione dell'energia interna.